# Lutetiabates
Lutetiabates is een geslacht van halfvleugeligen uit de familie van de Gerridae (schaatsenrijders). Het geslacht werd voor het eerst wetenschappelijk beschreven door Torsten Wappler en Nils Møller Andersen in 2004.

## Soorten
Het genus is monotypisch en bevat alleen de volgende soort:

- Lutetiabates eckfeldensis Wappler & Andersen, 2004